# Hypocopra chionopsis
Hypocopra chionopsis är en svampart som tillhör divisionen sporsäcksvampar, och som beskrevs av John Christian Krug och Nils G. Lundqvist. Hypocopra chionopsis ingår i släktet Hypocopra, och familjen kolkärnsvampar. Arten är reproducerande i Sverige.